# Rogeria creightoni
Rogeria creightoni é uma espécie de formiga do gênero Rogeria, pertencente à subfamília Myrmicinae.